# Hippokampy
Hippokampy (lm gr. Ἱπποκάμποι Hippokámpoi, łac. Hippocampi,  pol. „konie morskie”, lp gr. Ἱππόκαμπος Hippókampos, łac. Hippocampus, pol. „koń morski”; z gr. hippos ‘koń’ i kampos ‘potwór morski’) – w mitologii greckiej i rzymskiej pół konie, pół ryby, z parą końskich nóg.
Według wierzeń starożytnych Greków i Rzymian te mityczne stworzenia  żyły w morzu. Wraz z ichtiocentaurami, Trytonem, trytonami, Nereidami tworzyły orszak Posejdona (Neptuna) i Amfitryty.
W sztuce przedstawiane są zwykle jako istoty o mieszanej budowie. Górna część ich ciała (tułów, głowa) jest podobna do ciała konia, natomiast dolna ma kształt ryby (tak jak trytonów i ichtiocentaurów; przeważnie mają rybi ogon skręcony spiralnie). Posiadają parę końskich nóg (tak jak ichtiocentaury).
Wyobrażenie o koniach morskich przejawia się w sztukach plastycznych (m.in. w greckim malarstwie wazowym i rzymskich mozaikach).